# (7314) Pevsner
(7314) Pevsner (2146 T-1) – planetoida z pasa głównego asteroid okrążająca Słońce w ciągu 5,52 lat w średniej odległości 3,12 j.a. Odkryta 25 marca 1971 roku.